# Universidad Centroccidental Lisandro Alvarado
La Universidad Centroccidental Lisandro Alvarado (UCLA), es una universidad pública de Venezuela, siendo una de las principales universidades nacionales situadas en la región centroccidental. Al mismo tiempo es una de las más reconocidas y antiguas de esta región. La misma cuenta con su sede principal en la ciudad de Barquisimeto, Lara.

## Historia
La Universidad Centroccidental Lisandro Alvarado fue creada el 22 de septiembre de 1962 por el Decreto Ejecutivo n.º 845, que dispuso el establecimiento del Centro Experimental de Estudios Superiores (CEDES) como núcleo y primera etapa de la UCLA, durante la Presidencia de Rómulo Betancourt. Se inicia con tres escuelas profesionales: Medicina (1963), Agronomía y Veterinaria (1964). Varios años después se incluyó la de administración.
En 1967, se le confiere el nombre de Universidad de la Región Centro Occidental (UCO), mediante el Decreto N.º 89. Este decreto marca la continuidad de las actividades docentes y administrativas que correspondían al Centro Experimental de Estudios Superiores (CEDES).
Por Decreto de la Presidencia de la República N.º 55 de fecha 2 de abril de 1979, el Ejecutivo Nacional dispuso renombrar la entidad con su nombre actual Universidad Centroccidental Lisandro Alvarado. Al principio sus siglas fueron UCOLA, mas en 1980 se establecieron las siglas UCLA como las definitivas.

## Composición
La Universidad está distribuida en siete (7) Decanatos ubicados en diferentes municipios del estado Lara.

## Decanatos

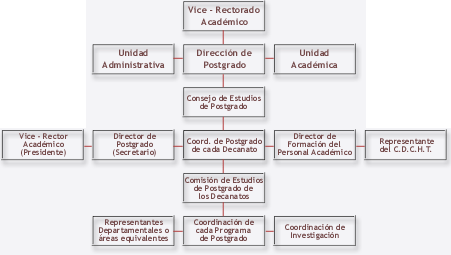
Organigrama Postgrados.

- Decanato de Ciencias Económicas y Empresariales DCEE
- Decanato de Agronomía DA
- Decanato de Ciencias Veterinarias DCV
- Decanato de Ciencias y Tecnología DCyT
- Decanato Experimental de Humanidades y Artes DEHA
- Decanato de Ingeniería Civil DIC
- Decanato de Ciencias de la Salud DCS

### Comedores
El servicio tiene como objetivo asegurar la nutrición sana y balanceada de la comunidad basado en un menú realizado por los nutricionistas de la UCLA. El servicio comprende de un almuerzo y una cena diaria para cada estudiante, de manera totalmente gratuita.
Cada decanato consta de su propio comedor a excepción del Decanato de Ingeniería Civil y Urbanismo (DIC).
Los comedores se basan en un sistema de autoservicio en el cual el estudiante utiliza su carnet o cédula de identidad para acceder al servicio, a través de una base de datos de los estudiantes de toda la universidad.

## Carreras

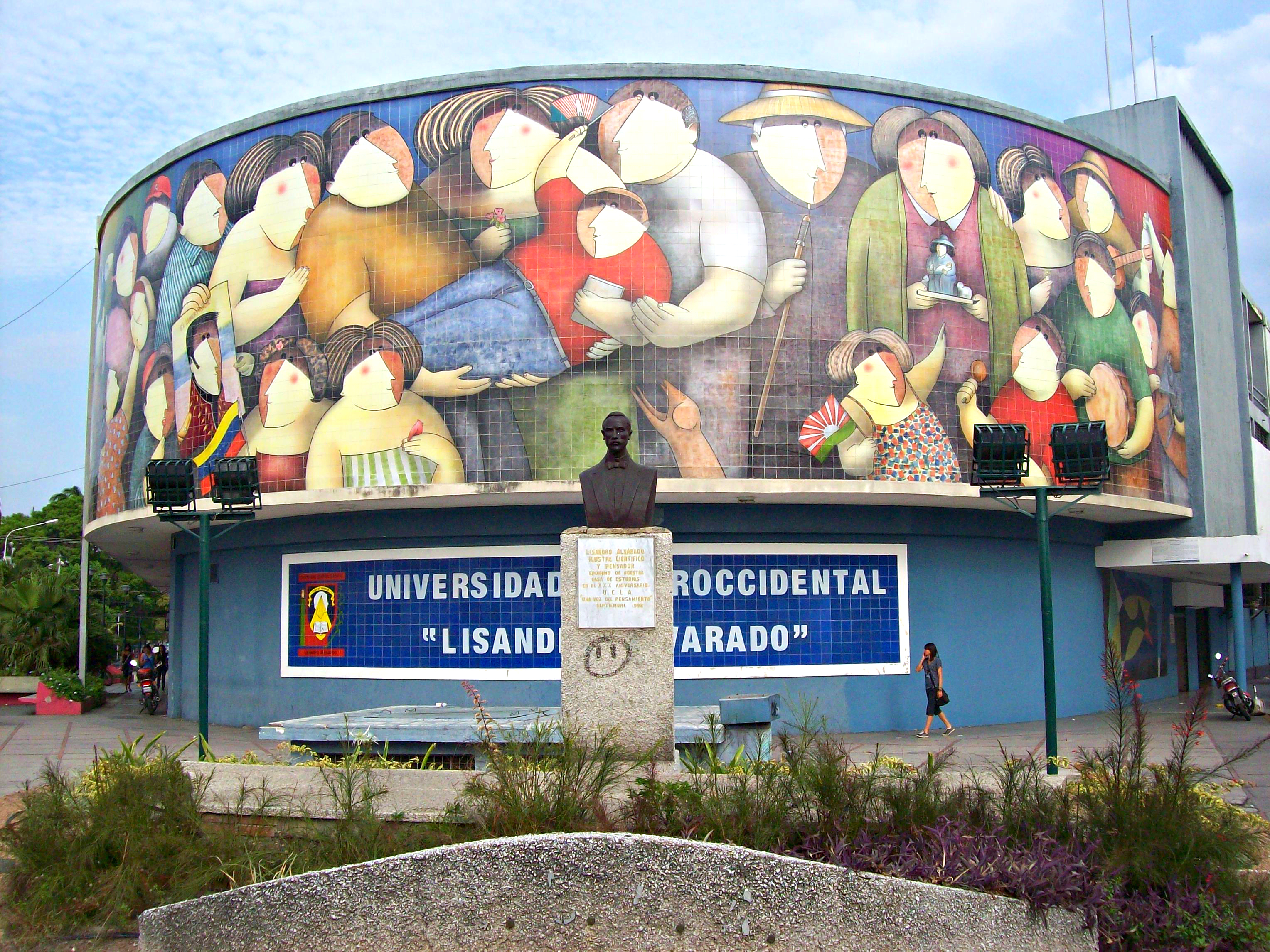
Edificio del rectorado de la Universidad. Carrera 19 con calle 9.

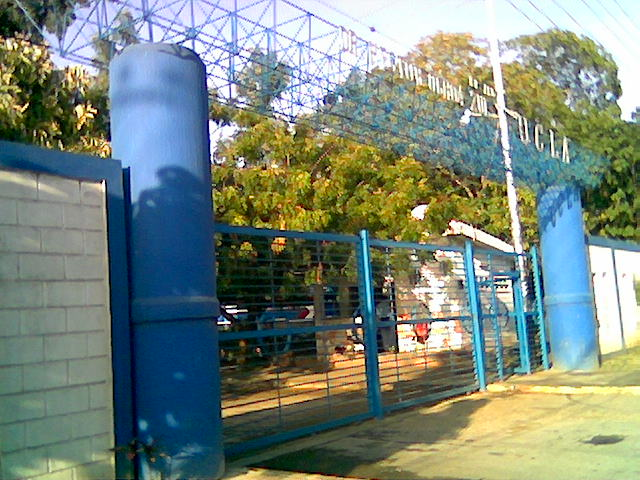
Decanato de Agronomía

La Universidad Centroccidental Lisandro Alvarado está integrada por siete (7) Decanatos, cada una de ellas está constituida por las carreras de su área específica.
Las carreras por Decanatos en la Universidad Centroccidental Lisandro Alvarado son:
| Decanato de Ciencias de la Salud - Medicina - Enfermería - T.S.U. Enfermería Decanato de Ciencias Económicas y Empresariales - Administración - Contaduría pública - Economía Decanato de Agronomía - Ingeniería Agroindustrial - T.S.U. Agroindustrial - Ingeniería Agronómica Decanato de Ciencias Veterinarias - Medicina Veterinaria - T.S.U. Agropecuario | Decanato de Ciencias y Tecnología - Análisis de sistemas - Ingeniería de Producción - Ingeniería Informática - Licenciatura en Física - Licenciatura en Ciencias Matemáticas - Ingeniería Telemática Decanato Experimental de Humanidades y Artes - Artes plásticas - Desarrollo Humano - Psicología - Música Decanato de Ingeniería Civil - Urbanismo - Ingeniería Civil |

## Cátedras libres
- Coordinación General de las Cátedras Libres de la UCLA
- Cátedra Libre Cambio Climático

## Reglamentos
Página de la Secretaría, donde puede encontrarse las publicaciones oficiales de esta universidad Secretaría General
- Reglamento General de la Universidad

## Revistas Científicas
La Universidad Centroccidental Lisandro Alvarado (UCLA) cuenta con dieciséis (16) revistas científicas arbitradas e indexadas, editadas por los distintos Decanatos, las cuales publican trabajos en las áreas de Medicina, Enfermería, Veterinaria, Agroindustria, Ingeniería, Agronomía, Ciencias Sociales, Educación, Artes y Humanidades.
La universidad cuenta con un Portal Web de Revistas Científicas orientado a promover la divulgación del quehacer científico nacional e internacional en diversas disciplinas, ofreciendo acceso abierto y gratuito a los contenidos a texto completo, almacenados en un servidor institucional y apoyados en el uso de la plataforma Open Journal Systems . En el portal, los lectores pueden consultar las revistas por área, decanato, autor o títulos de los artículos. Este portal web, llevado a cabo como proyecto por la Comisión Institucional de Directores de Revistas Científicas de la UCLA, fue aprobado en Consejo Universitario en julio de 2018.
Las revistas científicas UCLA son las siguientes:
- Ágora de Heterodoxias
- Agroindustria , Sociedad y Ambiente
- Bioagro
- Boletín Médico de Postgrado
- Calidad, Tecnología y Desarrollo Agroindustrial (CATEDEA)
- Dissertare
- Gaceta Técnica
- Gaceta de Ciencias Veterinarias
- Gestión y Gerencia
- Mayeútica
- Publicaciones en Ciencias y Tecnología
- Red de Investigación Educativa (REDINE)
- Revista Científica Compendium
- Revista Venezolana de Salud Pública
- Salud, Arte y Cuidado
- Teorías, Enfoques y Aplicaciones en Ciencias Sociales (TEACS)

Las revistas científicas UCLA se encuentran indizadas en reconocidos índices científicos nacionales, latinoamericanos e internacionales. En el portal de cada revista se encuentra la lista de sus respectivos registros, entre los cuales están Revencyt, Redib, Latindex Catálogo, Dialnet, DOAJ, Redalyc, Scielo, Scopus, WoS, entre otros.